# Championnat d'Algérie féminin de football 2022-2023
Navigation
2021-2022 2023-2024
La saison 2022-2023 du Championnat d'Algérie féminin de football est la vingt-cinquième saison du championnat. L'Afak Relizane, tenant du titre, remet sa couronne en jeu. La compétition a débuté le 21 octobre 2021.

## Participants
| \| CFA ASEAC FCB MZB CSC ARG JFK ASIO AR \| Localisation des clubs engagés dans le championnat. |
| CFA ASEAC FCB MZB CSC ARG JFK ASIO AR                                                           |

| Nom du club      | Ville       | Palmarès                                                        |
| ---------------- | ----------- | --------------------------------------------------------------- |
| CF Akbou         | Akbou       |                                                                 |
| ASE Alger Centre | Alger       | 8 (2000, 2003, 2004, 2005, 2006, 2007, 2008, 2009)              |
| FC Béjaia        | Béjaïa      |                                                                 |
| MZ Biskra        | Biskra      |                                                                 |
| CS Constantine   | Constantine | 1 (2018)                                                        |
| AR Guelma        | Guelma      |                                                                 |
| AS Intissar Oran | Oran        |                                                                 |
| JF Khroub        | El Khroub   | 1 (2020)                                                        |
| Afak Relizane    | Relizane    | 10 (2010, 2011, 2012, 2013, 2014, 2015, 2016, 2017, 2021, 2022) |

## Compétition
Le championnat se dispute en une poule unique dans laquelle chaque équipe affronte toutes les autres à domicile et à l'extérieur. Le vainqueur se qualifie pour le tournoi de qualification de la zone UNAF pour la Ligue des champions de la CAF. La dernière équipe du classement est reléguée en deuxième division.

### Classement
| Rang | Équipe           | Pts | J  | G  | N | P  | Bp | Bc  | Diff |
| ---- | ---------------- | --- | -- | -- | - | -- | -- | --- | ---- |
| 1    | Afak Relizane T  | 38  | 16 | 12 | 2 | 2  | 58 | 12  | +46  |
| 2    | JF Khroub        | 38  | 16 | 12 | 2 | 2  | 69 | 9   | +60  |
| 3    | CS Constantine   | 33  | 16 | 10 | 3 | 3  | 72 | 14  | +58  |
| 4    | CF Akbou         | 33  | 16 | 10 | 3 | 3  | 71 | 12  | +59  |
| 5    | ASE Alger Centre | 31  | 16 | 9  | 4 | 3  | 64 | 12  | +52  |
| 6    | FC Béjaia        | 14  | 16 | 4  | 2 | 10 | 12 | 40  | -28  |
| 7    | AR Guelma        | 11  | 16 | 3  | 2 | 11 | 15 | 91  | -76  |
| 8    | MZ Biskra        | 5   | 16 | 1  | 2 | 13 | 9  | 49  | -40  |
| 9    | AS Intissar Oran | 3   | 16 | 1  | 0 | 15 | 4  | 135 | -131 |

- Champion et qualifié pour le tournoi éliminatoire UNAF de la Ligue des champions.
- Relégué en deuxième division